# Johann Peter Uz

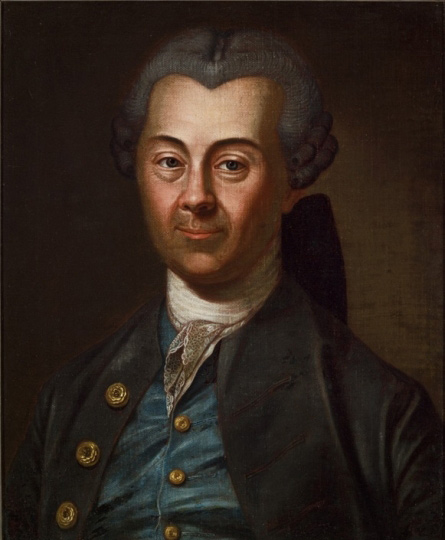
Johann Peter Uz, Gemälde von Johann Michael Schwabeda nach Georg Oswald May, 1780, Gleimhaus Halberstadt

Johann Peter Uz (* 3. Oktober 1720 in Ansbach; † 12. Mai 1796 ebenda) war ein deutscher Dichter. Als ausdrucksstarkes Talent des Dichterkreises in Halle (Saale) verkörperte Uz die bürgerliche Ausformung der teils höfisch beeinflussten Rokokokultur.

## Leben

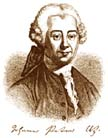
Johann Peter Uz

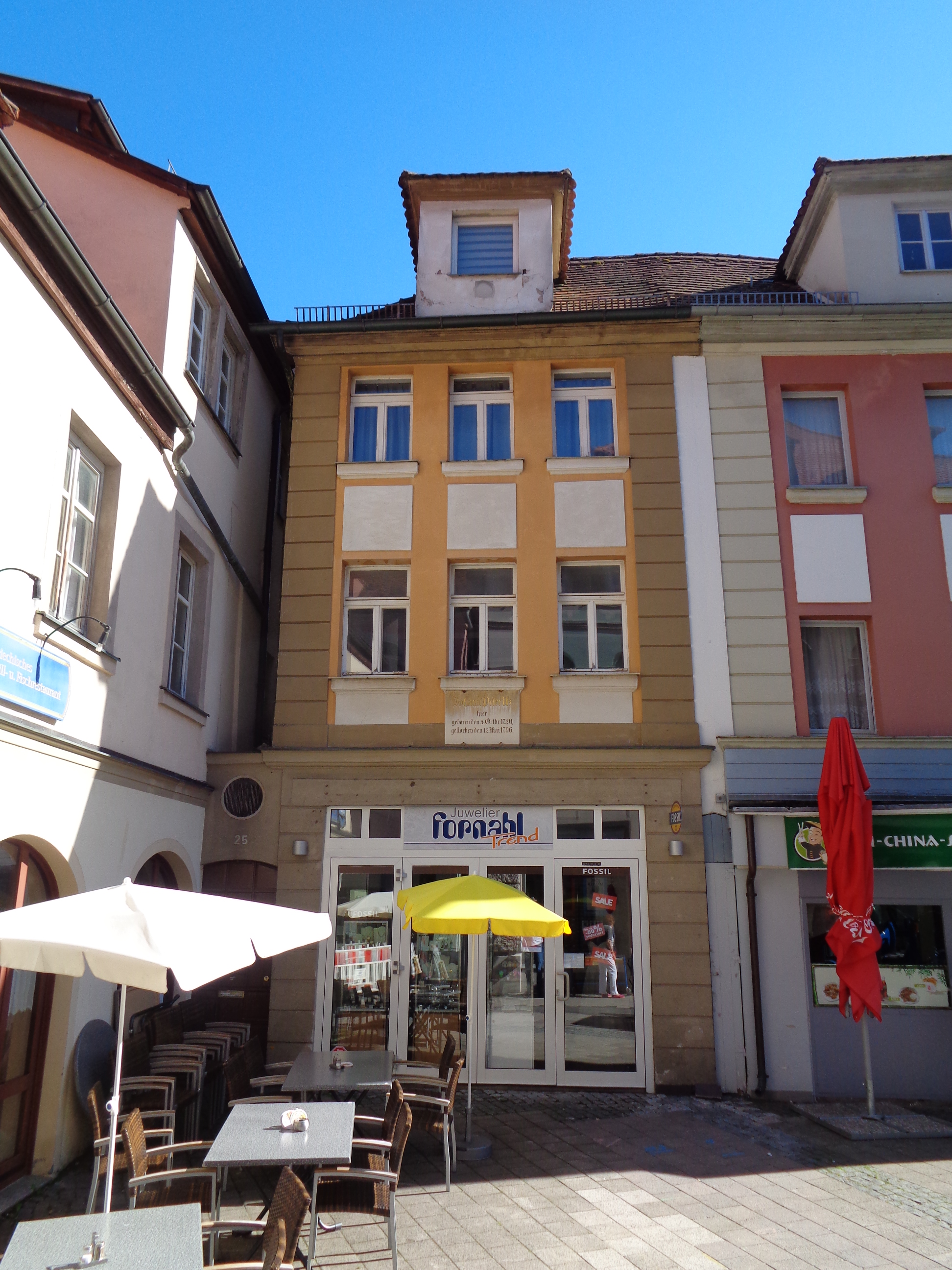
Uz-Straße 25 in Ansbach: Geburtshaus von Johann Peter Uz

### Studienzeit und der Weg zu einer deutschen Anakreontik
Als Sohn des früh verstorbenen Goldschmieds und Inspektors des markgräflichen Laboratoriums, Friedrich August Uz, studierte der spätere Lyriker nach Besuch des Ansbacher Gymnasiums Carolinum von 1739 bis 1743 Jura in Halle (Saale). Gemeinsam mit seinen Studienfreunden Johann Wilhelm Ludwig Gleim (1719–1803; Versuch in Scherzhaften Liedern) und Johann Nikolaus Götz (1721–1781) versuchte er während dieser Zeit als Vertreter der Hallischen Anakreontik eine deutsche Rokokodichtung zu begründen. Vorbild stellte der in Hamburg wirkende Friedrich von Hagedorn (1708–1754; Sammlung Neuer Oden und Lieder) dar, weitere Impulse erhielten sie aus den philosophischen Vorlesungen Alexander Gottlieb Baumgartens und Georg Friedrich Meiers.
Aus dieser Zeit stammt die Übersetzung der „Oden Anakreons in reimlosen Versen“, die Götz zum Ärger Uzens, da er sie noch nicht für druckreif hielt, 1746 veröffentlichte. Charakteristisch für diese frühe Phase ist, ein Gegenmodell zum Pietismus in Halle zu entwerfen und eine Kultur der Sinnlichkeit – auch in Abkehr von barocker Todesfurcht – zu besingen. Themenkreise sind Liebe, Wein, Scherze, Tanz und heitere Geselligkeit. Der ganze Mensch jenseits von Vernunft und Arbeitsethos wird in den Blick genommen. Zentralmotive sind die Schäferei (Arkadien) und Bacchus (Dionysos).

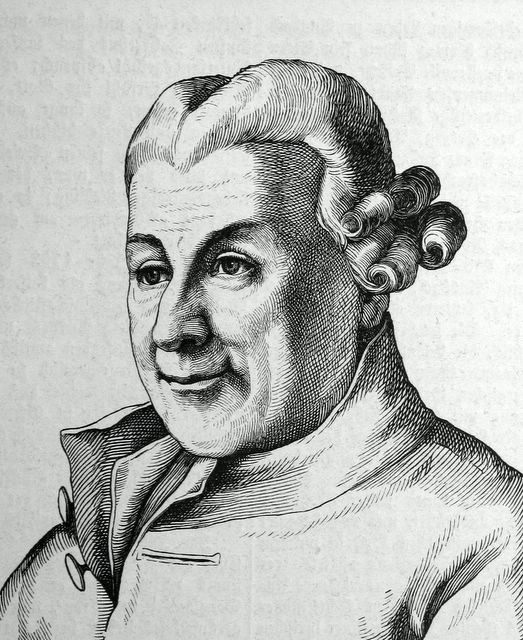
Johann Peter Uz

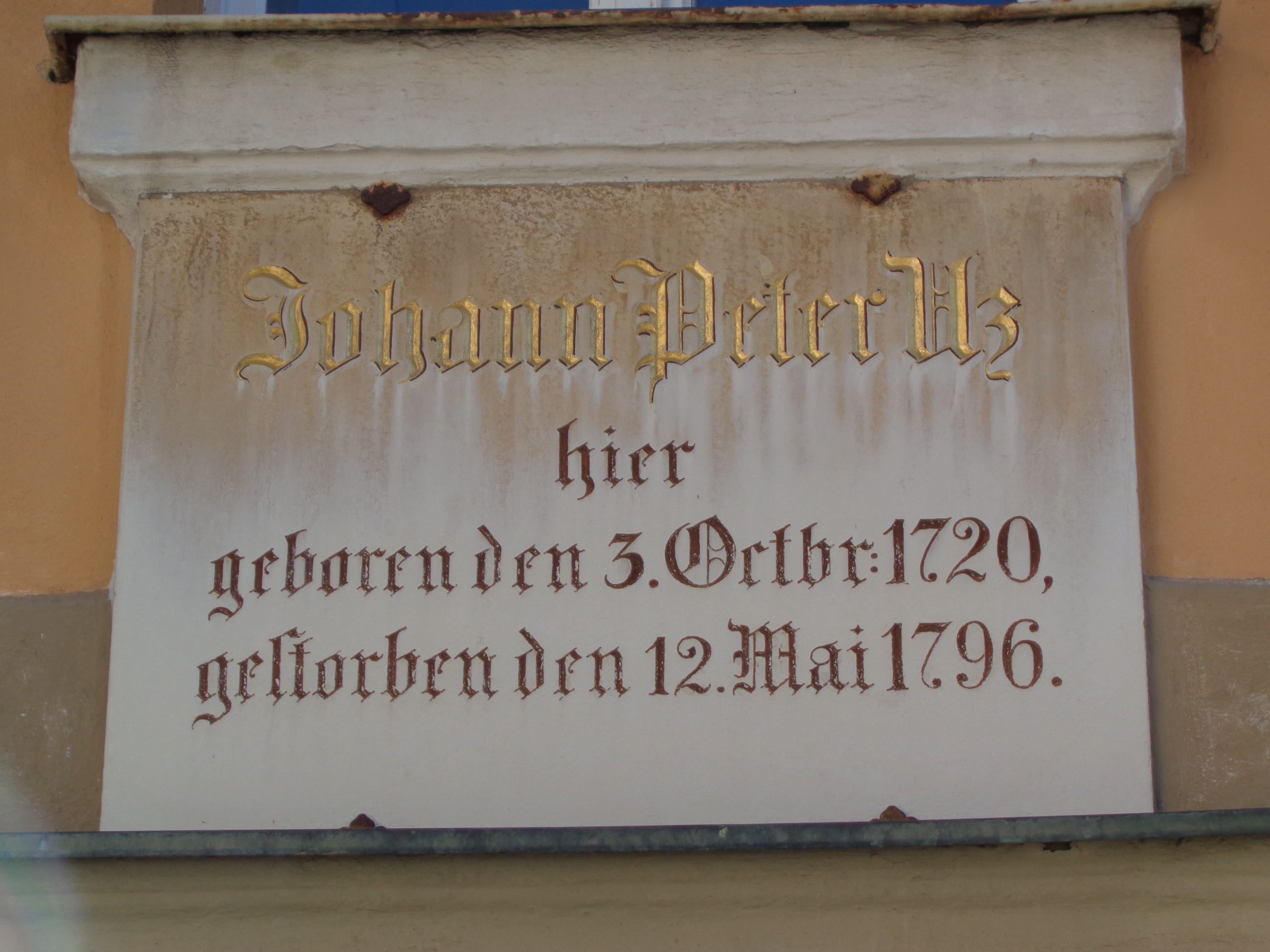
Gedenktafel am Geburtshaus

### Beruf und Berufung
1743 war Uz allerdings schon in seine Heimatstadt Ansbach zurückgekehrt. Durch den Rest des väterlichen Vermögens finanziell weitgehend unabhängig, lebte er mit seiner Mutter und Schwester in beschränkten Verhältnissen. Seine juristische Laufbahn begann er als Referendar des Ansbacher Justizkollegiums. Ab 1748 erfolgte die erste Anstellung als Justizsekretär, unterbrochen durch eine Tätigkeit als Sekretär bei dem als kaiserlicher Exekutionskommissär 1752–1753 nach Römhild entsandten Ansbachischen Hofrat Strebel. Dort lernte er den vier Jahre jüngeren Advokaten Johann Peter Grötzner kennen. Die Intensität ihrer Gefühle füreinander erklärten sie sich, indem sie eine Gleichheit ihrer Familienwappen festzustellen meinten. Diese Freundschaft beflügelte Uz zu seinen besten Liedern und Oden. Grötzner war ebenfalls Literaturkenner und schrieb Gedichte, von denen allerdings nur wenige weit nach seinem Tode 1821 im Koburger Taschenbuch erschienen. Erst eine 1763 verliehene Stelle als Assessor an dem in Ansbach angesiedelten Kaiserlichen Landgericht des Burggraftums Nürnberg sicherte Uz finanziell ab. Über einen von Gleim vermittelten Briefverkehr blieb er zwar in Kontakt mit Gleichgesinnten, Uz fühlte sich aber in der mittelfränkischen, gleichfalls pietistisch geprägten Provinz kulturell isoliert. Persönliche Kontakte bestanden noch zu Karl Ludwig von Knebel, Wilhelm Heinse, Friedrich Nicolai und Johann Gottfried Herder.
Gleim war es, der seine über Jahre sorgfältig vorbereitete Sammlung der „Lyrischen Gedichte“ 1749 anonym zur Veröffentlichung brachte. Enthalten sind u. a. „Die lyrische Muse“, „Ein Traum“, „Einladung zum Vergnügen“ und „Die Weinlese“. 1755 erschien eine zweite, deutlich erweiterte Sammlung „Lyrische und andere Gedichte“, in der u. a. „Lobgesang des Frühlings“ und „Der Schäfer“ abgedruckt sind.

### Neuorientierung hin zu einer Lehrdichtung

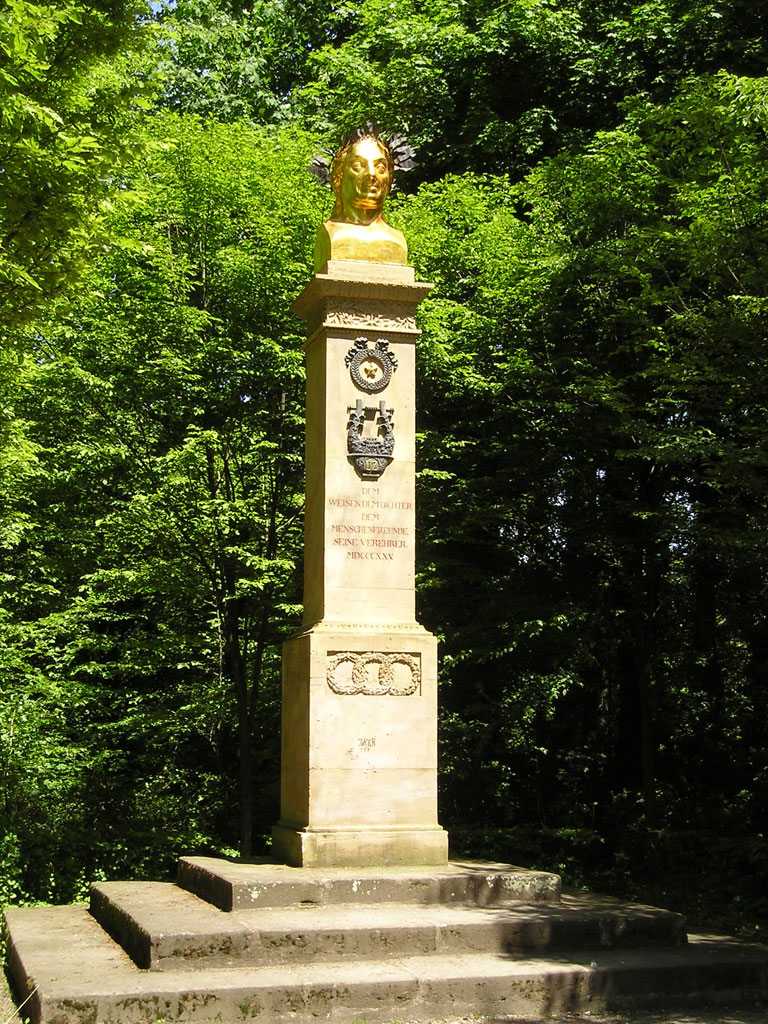
Ansbach:
Uz-Denkmal im Hofgarten,
von Carl Alexander Heideloff

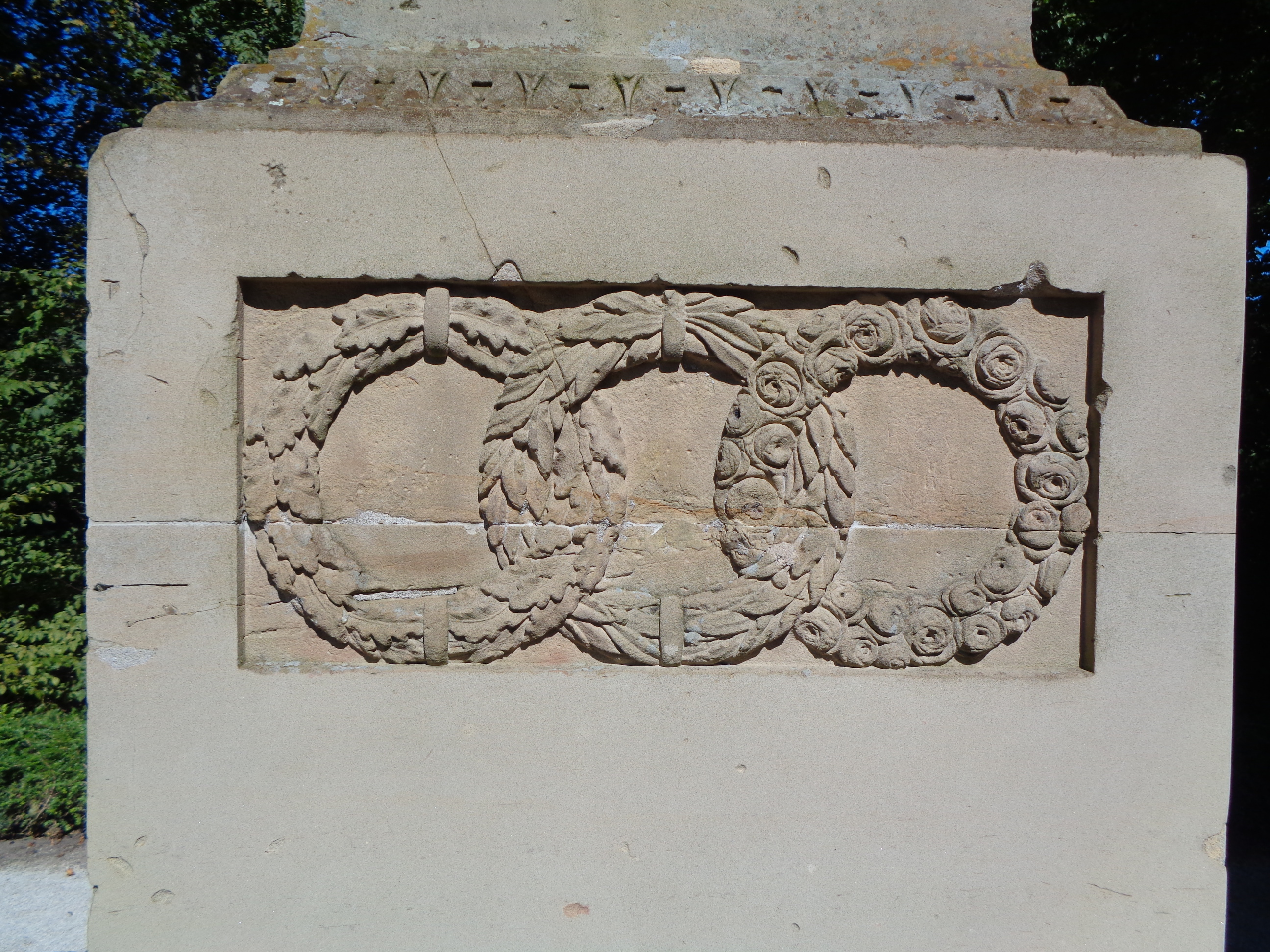
Detail am Uz-Denkmal. Die drei Kränze symbolisieren: Deutschland (Eichenlaub), Griechenland und Dichterruhm (Lorbeerblätter) und die Anakreontik (Rosenblüten)

Bereits 1754 hatte sich Uz von der „muthwilligen Dichtkunst“ losgesagt und sich Horaz zum Vorbild gemacht. Dessen Werk übertrug er gemeinsam mit dem Gymnasiallehrer Johann Friedrich Degen ins Deutsche (erschienen 1773–1775). Ins Zentrum seiner eigenen Dichtungen rücken nun philosophische Gedanken und moralische Anschauungen, wodurch er als Vorläufer der Gedankenlyrik Schillers angesehen werden kann. Ergebnis der Neuorientierung sind die „Theodicee“ von 1755 und das 1760 erschienene vierteilige Lehrgedicht „Versuch über die Kunst stets fröhlich zu seyn“. Letztlich geht es um die Idee einer wohlentworfenen Weltordnung jenseits aller irdischen Übel, wodurch der Theodizee-Gedanke Leibniz’ aufgegriffen wird. Nach dem Tod seines Jugendfreundes Johann Friedrich von Cronegk gab er dessen Werk 1761/62 in zwei Bänden einschließlich einer Lebensbeschreibung heraus. Eine späte Auftragsarbeit stellte das ab 1781 gemeinsam mit dem Hofprediger und Generalsuperintendenten Johann Zacharias Leonhard Junkheim publizierte „Neue Anspachische Gesangbuch“ dar. Uz’ eigentliche dichterische Produktion endete schon um 1765, wohl aus einem selbstkritischen Bewusstsein heraus, sich als Lyriker überlebt zu haben. 1768 sammelte er jedoch nochmals alle seine bisherigen Arbeiten und veröffentlichte sie in zwei, mit Vignetten ausgestatteten Bänden.
Folgewirkung hatte Uz auch durch seinen Einfluss auf Schiller während dessen Zeit auf der Hohen Karlsschule. Dieser drückte seine Wertschätzung für dessen Lyrik dadurch aus, dass er in seiner Abhandlung „Über naive und sentimentalische Dichtung“ den Dichter neben Hölty und andere Elegiker stellte. Schiller selbst plante ein Gegenstück zu Uzens philosophischem Gedicht „Theodicee“ (1755) aus dem Geist einer kritischen Philosophie heraus. Franz Schubert vertonte die religiöse Hymne „Gott im Ungewitter“.
1789 wurde Uz als Mitglied zum Scholarchat abgeordnet, welches über dem Gymnasium Carolinum stand. 1790 stieg er neben seiner Eigenschaft als ordentlicher Beisitzer des Kaiserlichen Landgerichts zum burggräflichen Direktor des Rats-Kollegiums in Ansbach auf. Seine Ämter – Landrichter und Justizrat – blieben ihm auch erhalten, nachdem 1791 die fränkischen Fürstentümer an Preußen gefallen waren. Das Grab des Dichters befindet sich in einer Gruftkapelle auf dem Ansbacher Heilig-Kreuz-Friedhof (Stadtfriedhof, Benkendorffstraße 2).

## Werkausgaben
- Johann Peter Uz, Sämtliche poetische Werke, ed. August Sauer, (Deutsche Literaturdenkmale des 18. und 19. Jahrhunderts in Neudrucken 33–38); Stuttgart 1890 (Nachdruck Nendeln 1968).
- Ders., Briefe an einen Freund [= Grötzner] aus den Jahren 1753–1782, ed. August Henneberger, Leipzig 1886.

### Bibliografie
- Johann Peter Uz: „Der Schäfer.“ In: Karl Richter (Hrsg.): Aufklärung Sturm und Drang. Reclam, Stuttgart 2010, ISBN 978-3-15-007891-4, S. 140–149.
- Bernd-Ulrich Hergemöller; Art. Johann Peter Uz, in: ders., Mann für Mann. Ein biographisches Lexikon, Ffm 2001, S. 703–704.
- Julius Meyer, Johann Peter Uz, in: Brügels Onoldina. Heimatkundliche Abhandlungen für Ansbach und Umgebung. Begründet von Julius Meyer. Neu bearbeitet, ergänzt und vermehrt von Adolf Bayer. II. Heft: Lebensläufe / Bürgermeister / Regierungspräsidenten u. a. Ansbach 1955 (C. Brügel & Sohn).
- Ernst Rohmer / Theodor Verweyen (Hrsg.), Dichter und Bürger in der Provinz. Johann Peter Uz und die Aufklärungen in Ansbach, (Frühe Neuzeit. Studien und Dokumente zur europäischen Literatur und Kultur im europäischen Kontext 42), Tübingen 1998.
- Erich Schmidt: Uz, Johann Peter. In: Allgemeine Deutsche Biographie (ADB). Band 39, Duncker & Humblot, Leipzig 1895, S. 443–449.
- Ernst Rohmer: Uz, Johann Peter. In: Neue Deutsche Biographie (NDB). Band 26, Duncker & Humblot, Berlin 2016, ISBN 978-3-428-11207-4, S. 683 (Digitalisat).
- Helena Rosa Zeltner, Johann Peter Uz. Von der „Lyrischen Muse“ zur „Dichtkunst“ (Diss.), Zürich 1973.
- Johann Peter Uz: Die Weinlese. In: Heinz Ludwig Arnold (Hrsg.): Kindlers Literatur Lexikon. Band 16. J. B. Metzler, Stuttgart, Weimar 2009, ISBN 978-3-476-04000-8, S. 598–599.
- Carl Schüddekopf (Hrsg.): Briefwechsel zwischen Gleim und Uz, Tübingen 1899 (Digitalisat)